# Frontiers in Ecology and the Environment
Frontiers in Ecology and the Environment è una rivista scientifica sottoposta a revisione paritaria, che viene pubblicata dieci volte l'anno e che contiene articoli di revisione sintetici su tutti gli aspetti dell'ecologia, dell'ambiente e delle discipline correlate, nonché brevi comunicazioni di ricerca di grande impatto e di ampio interesse interdisciplinare. Sono inclusi anche editoriali, commenti, una sezione di lettere, Life Lines e annunci di lavoro. È pubblicata dalla Wiley-Blackwell per conto dell'Ecological Society of America (ESA).
Secondo il Journal Citation Reports, nel 2021 la rivista ha ricevuto un fattore di impatto pari a 13,780, collocandosi all'undicesimo posto fra 279 titoli presenti nella categoria "Scienze ambientali" e al quarto posto fra 174 titoli nella categoria "Ecologia".

## Perimetro editoriale
Di portata internazionale e con un approccio interdisciplinare, Frontiers si concentra sulle questioni ecologiche di attualità e sulle sfide ambientali.
Essa è rivolta a ecologisti professionisti e scienziati che lavorano nelle discipline affini.
Frontiers tratta tutti gli aspetti dell'ecologia, dell'ambiente e di argomenti correlati, concentrandosi su questioni globali, con un impatto generale sulla ricerca scientifica, su iniziative interdisciplinari o multinazionali, su nuove tecniche e tecnologie, su nuovi approcci a vecchi problemi e sulle applicazioni pratiche della scienza ecologica.
La rivista viene inviata a tutti i membri dell'Agenzia Spaziale Europea come parte della loro iscrizione ed è disponibile anche in abbonamento per le biblioteche istituzionali.

## Indicizzazione
Gli abstract e gli articoli della rivista sono indicizzati da:
Frontiers in Ecology and the Environment is covered by Current Contents
Agriculture, Biology, and Environmental Sciences, Science Citation Index,
ISI Alerting Services, Cambridge Scientific Abstracts, Biobase, Geobase, Scopus, CAB
Abstracts, and EBSCO Environmental Issues and Policy Index.
- Current Contents/ Agriculture, Biology, and Environmental Sciences
- Science Citation Index
- Cambridge Scientific Abstracts
- Elsevier BIOBASE
- GEOBASE
- Scopus
- CAB Abstracts
- EBSCO - Environmental Issues and Policy Index